# Спас-Каменка
Спас-Ка́менка (рос. Спас-Каменка) — присілок у складі Дмитровського міського округу Московської області, Росія.

## Населення
Населення — 9 осіб (2010; 10 у 2002).
Національний склад (станом на 2002 рік):
- росіяни — 100 %